# Α-amilasa
La α-amilasa (alfa-amilasa) es una enzima (EC 3.2.1.1) que cataliza la hidrólisis de los enlaces alfa-glucosídicos, de los polisacáridos alfa glucosídicos de alto peso molecular, tales como el almidón y el glucógeno, liberando glucosa y maltosa. Es la principal amilasa encontrada en humanos y otros mamíferos. También se encuentra presente en semillas que contienen almidón como reserva alimenticia, y es secretada por muchos hongos.

## Fisiología humana
Aunque se encuentra en muchos tejidos, la amilasa es más prominente en el jugo pancreático y saliva, los cuales poseen cada uno su propia isoenzima de α-amilasa humana. Estas enzimas tienen un comportamiento diferente en el isoelectroenfoque, y pueden ser separadas en determinaciones utilizando anticuerpos monoclonales. En los seres humanos, todas las formas de amilasa se encuentran codificadas en el cromosoma 1 (1p21, véase AMY1A).
La alfa amilasa (AASH) es una proteína de mamífero que se encuentra tanto en las secreciones pancreáticas como en las salivales del Homo sapiens y que produce la enzima alfa amilasa que contribuye a la digestión de los alimentos. La similitud entre la proteína del páncreas y la de la saliva es del 97% y la producen dos genes muy similares, el AMY1 y el AMY1.

### Amilasa salival (ptialina)
La saliva contiene amilasa que hidroliza el almidón para formar maltosa y dextrina. Esta isoforma de la amilasa se conoce también como ptialina, nombrada así por el químico sueco  Jöns Jacob Berzelius, el nombre deriva de la palabra griega πτυω (ptiō, escupir), debido a que la sustancia se obtuvo de la saliva. La ptialina hidroliza las grandes moléculas de almidón insoluble, para formar almidones solubles (amilodextrina, eritrodextrina y acrodextrina), produciendo sucesivamente moléculas de almidones cada vez más pequeñas, hasta formar al final maltosa. La ptialina actúa sobre los enlaces glicosídicos α(1,4), pero la hidrólisis completa requiere de una enzima que actúe además sobre los productos ramificados. La amilasa salival resulta inactivada en el estómago por el ácido gástrico. En el jugo gástrico a pH 3,3 la ptialina resulta totalmente inactivada en 20minutos a 37 °C. En contraste, luego de 150 minutos en jugo gástrico a pH 4,3, aún se retiene el 50% de la actividad amilasa. Tanto el almidón, el sustrato para la ptialina, como el producto, polímeros de glucosa de cadena corta, son capaces de protegerla parcialmente contra la inactivación debida al ácido gástrico. Al añadir ptialina a una solución tamponada a pH 3,0, esta resulta totalmente inactivada en 120 minutos; sin embargo la adición de almidón al 0,1% produce que luego de 120 minutos la solución aún conserve 10% de actividad amilasa; y la adición de almidón al 1,0 permite el mantenimiento del 40% de la actividad amilasa a los 120 minutos.

#### Condiciones óptimas para la amilasa
pH óptimo - 5.5 a 8.0
Temperatura óptima - 37 °C
Presencia de ciertos iónes y activadores:
Cloruro y bromuro - son los más efectivos
Ioduro – menos efectivo
Sulfato y fosfato – son los menos efectivos

### Variaciones genéticas de la amilasa salival en humanos
El gen de la amilasa salival ha sufrido duplicaciones durante la evolución, y los estudios de hibridación de ADN indican que muchos individuos poseen múltiples repeticiones en tándem del gen. El número de copias del gen se correlaciones con los niveles de amilasa salival, como puede ser medida por ensayos tipo blot utilizando anticuerpos contra la amilasa humana. El número de copias del gen se encuentra aparentemente asociado con la exposición evolutiva a dietas ricas en almidón. Por ejemplo, un individuo japonés posee 14 copias del gen de la amilasa (un alelo con 10 copias, y un segundo alelo con cuatro copias). La dieta japonesa, tradicionalmente, contiene grandes cantidades de almidón proveniente del arroz. En contraste, un individuo de la etnia biaka posee solo seis (tres copias en cada alelo). Los biaka son cazadores-recolectores de la selva húmeda que tradicionalmente han consumido bajas cantidades de almidón en su dieta. Perry y colegas han especulado que este aumento en el número de copias del gen de la amilasa salival pudo haber desempeñado un papel en el aumento de la supervivencia durante la transición a dietas ricas en almidón durante la evolución humana.

#### Amilasa pancreática
La α-amilasa pancreática escinde aleatoriamente los enlaces α(1-4) glicosídicos de la amilosa para producir dextrina, maltosa, o maltotriosa. Esta enzima adopta un mecanismo de doble desplazamiento con retención de la configuración anomérica.

### En patología
La determinación de amilasa en sangre es mucho más sencilla de llevar a cabo que la de lipasa, haciendo de esta determinación la elección primaria para la detección y monitorización de pancreatitis. Los laboratorios médicos por lo general miden ya sea la amilasa pancreática o la amilasa total. Si solo se mide la amilasa pancreática, un aumento de esta no tendrá relación con paperas o algún otro tipo de inflamación o trauma de las glándulas salivales.
Sin embargo, debido a la muy pequeña cantidad presente en sangre, la sincronización y rapidez es esencial cuando se hace la extracción de sangre para esta medición. La sangre debería ser tomada muy poco tiempo después de la aparición de un cólico de dolor pancreático, porque de otra forma, la enzima rápidamente es excretada por los riñones hacia la orina.
La α-amilasa salival ha sido utilizada como un biomarcador de estrés que no requiere de una extracción de sangre.

#### Interpretación
Se encuentran niveles elevados de amilasa en plasma en:
- Trauma de las glándulas salivales (incluyendo la intubación anestésica).
- Paperas — debido a la inflamación de las glándulas salivales.
- Pancreatitis — debido al daño que se produce en las células que fabrican la amilasa.
- Fallo renal — debido a una excreción disminuida.

Una amilasa total con valores 10 veces o más por encima del límite superior de referencia es sugestiva de una pancreatitis. De cinco a diez veces el valor normal puede indicar una afección del íleo o duodeno, o un fallo renal, y elevaciones más bajas son hallazgos frecuentes en enfermedades de las glándulas salivales.

### Genes
- Salival - AMY1A, AMY1B, AMY1C
- Pancreática - AMY2A, AMY2B

## En granos
La actividad α-amilasa en granos se mide, por ejemplo en el número de caída de Harberg-Perten, un ensayo que sirve para determinar la actividad enzimática y por tanto los daños debidos a brotación en los granos, o en el método Phadebas.

## Usos industriales
La α-amilasa se utiliza para la producción de etanol, para hidrolizar los almidones presentes en los granos y producir azúcares fermentables.
El primer paso en la producción del jarabe de maíz de alta fructosa es el tratamiento del almidón de maíz con α-amilasa, produciendo cadenas cortas de oligosacáridos.
Una α-amilasa llamada "Termamyl", extraída de Bacillus licheniformis, se utiliza también en algunos detergentes, especialmente en detergentes para el lavado de platos y para la remoción de almidón presente en manchas en tejidos.
Véase amilasa para mayor información sobre los usos de la familia de las amilasas en general.

## Inhibición por buffer
Se ha publicado que la molécula de tris es capaz de inhibir un cierto número de  α-amilasas bacterianas, por lo que no deberían ser utilizadas en un medio tamponado con un buffer tris.

## Potencial para uso médico
La α-amilasa ha demostrado eficacia en la degradación de biopelículas bacterianas polimicrobianas mediante la hidrolización de los enlaces glicosídicos α(1→4) dentro de los exopolisacáridos estructurales de la matriz de la sustancia polimérica extracelular (EPS).

## Determinación
Existen varios métodos disponibles para la determinación de la actividad α-amilasa, y diferentes industrias tienden a utilizar diferentes métodos. El test de almidón-ioduro, un desarrollo del test de yodo, se basa en un cambio de color, ya que la α-amilasa degrada el almidón, este test es de uso común en numerosas aplicaciones. Un test similar aunque de producción industrial es el ensayo de Phadebas para amilasa, el cual se utiliza como un ensayo cuali y cuantitativo en muchas industrias, tales como las de detergentes, varias harinas, granos y alimentos malteados, como así también en biología forense.

## Secuencia de ADN de la alfa amilasa en humanos
Se ha determinado la secuencia de aminoácidos de la alfa amilasa humana. Esta es la secuencia:
```
MKFFLLLFTIGFCWAQYSPNTQQGRTSIVHLFEWRWVDIALECERYLAPKGFGGVQVSPPNENVAIYNPF
RPWWERYQPVSYKLCTRSGNEDEFRNMVTRCNNVGVRIYVDAVINHMCGNAVSAGTSSTCGSYFNPGSRD
FPAVPYSGWDFNDGKCKTGSGDIENYNDATQVRDCRLTGLLDLALEKDYVRSKIAEYMNHLIDIGVAGFR
LDASKHMWPGDIKAILDKLHNLNSNWFPAGSKPFIYQEVIDLGGEPIKSSDYFGNGRVTEFKYGAKLGTV
IRKWNGEKMSYLKNWGEGWGFVPSDRALVFVDNHDNQRGHGAGGASILTFWDARLYKMAVGFMLAHPYGF
TRVMSSYRWPRQFQNGNDVNDWVGPPNNNGVIKEVTINPDTTCGNDWVCEHRWRQIRNMVIFRNVVDGQP
FTNWYDNGSNQVAFGRGNRGFIVFNNDDWSFSLTLQTGLPAGTYCDVISGDKINGNCTGIKIYVSDDGKA
HFSISNSAEDPFIAIHAESKL
[
17
]
```

## Estructura tridimensional de dominios proteicos de la alfa amilasa
Las α-amilasas contienen varios dominios proteicos diferentes. El dominio catalítico posee una estructura secundaria consistente en ocho barriles alfa/beta encadenados que contienen el sitio activo, interrumpido por un dominio de unión al calcio formado por unos 70 aminoácidos que protruye entre la tercera lámina beta y la tercera hélice alfa, y un dominio carboxiterminal barril beta con un motivo de clave griega. Varias alfa-amilasas contienen un dominio con forma de lámina beta, por lo general en el extremo C-terminal. Este dominio se encuentra formado por cinco cadenas antiparalelas en configuración de lámina beta. Además varias alfa-amilasas contienen también un dominio todo-beta, por lo general en el extremo C-terminal.